# ADET
El ADET es un equipo de fútbol de El Salvador que alguna vez jugó en la Primera División de El Salvador, la liga de fútbol más importante del país, y que ahora milita en la Tercera División

## Historia
Fue fundado en el año 1974 en el Departamento de La Libertad y lograron ascender a la máxima categoría en la temporada de 1983 tras ganar el título de la Segunda División de El Salvador.
Fue un equipo constante en la máxima categoría y en la temporada 1993/94 cambiaron su nombre a Baygon ADET por razones de patrocinio, aunque el patrocinio solamente duró una temporada. posteriormente volvería a su nombre tradicional.

### Torneo Clausura 2000
El Torneo Clausura 2000 el equipo con una plantilla conformada por solamente jugadores nacionales (hecho nunca vista hasta ese momento en torneos cortos,   alcanza las semifinales del certamen, donde tras superar a CD FAS 2-2 (0-2 ida/2-0 vuelta) esto por ganar su serie particular en la temporada regular, en la final se enfrentaría a Luis Ángel Firpo donde tras un 0-0 en 120 minutos, el cuadro venado cae vencido en la tanda de penaltis 10-9 (la más larga en la historia del fútbol cuscatleco) proclamándose así subcampeón.

### Desaparición y Reorganización
En el año 2001 el club le vendió la franquicia al equipo San Salvador FC, así como buena parte de su plantel de jugadores y cuerpo técnico, por lo que el club desapareció.
En el año 2011, gracias al aporte vecinal y la alcaldía del Municipio de Talnique, La Libertad, el equipo fue nuevamente retomado, jugando en la liga de Bronce, desde la Temporada 2017-2018 se denomina como ADET- LOURDES siendo su sede la localidad de  Lourdes Colón en el mismo departamento.

### Estilo de juego
El fútbol practicado por el equipo siempre se caracterizó por ser ofensivo y muy rápido, razón por la cual se ganaron con mucho mérito el apodo de "Los Venados"

## Palmarés
| Competición nacional                  | Ttitulos                                                 | Subtítulos |
| ------------------------------------- | -------------------------------------------------------- | ---------- |
| Primera División de El Salvador (0/1) |                                                          | Cl. 2000   |
|                                       |                                                          |            |
| Segunda División de El Salvador (1/1) | 1986-87.                                                 | 1990-91.   |
| Tercera División de El Salvador (5)   | 1979-80, 1983-84,1985-86, 1992-93, 2003-04, Ap. 2019/20. |            |

## Jugadores destacados
- Jaime Portillo (1984-1985)
- Ronald Cerritos (1994–1995)
- Erick Dowson Prado (1994-1996 & 1997-1998)
- Julio Eduardo Hernández (1983-1985)
- Julio César Arzú (1983)
- Rudy Williams (1994-1995)
- Fernando Curutchet (1988–1995)

## Entrenadores
- Ricardo López Tenorio (1983)
- Héctor Palomo Sol (1987-1988)
- Jorge Alberto Cruz (1990-1991)
- Juan Quarterone (1999–2000)